# Lysiteles brunettii
Lysiteles brunettii là một loài nhện trong họ Thomisidae.
Loài này thuộc chi Lysiteles. Lysiteles brunettii được Benoy Krishna Tikader miêu tả năm 1962.